# Sándor Simó
Sándor Simó (Budapest, 7 agosto 1934 – Budapest, 4 settembre 2001) è stato un produttore cinematografico, attore e regista ungherese.

## Filmografia

### Attore
- Il colonnello Redl (Oberst Redl), regia di István Szabó (1985)
- La notte dei maghi (Hanussen), regia di István Szabó (1988)
- Tentazione di Venere (Meeting Venus), regia di István Szabó (1991)

### Regista
- Szemüvegesek (1969)
- A legszebb férfikor (1972)
- Apám néhány boldog éve (1977)